# Sirdschan
Sirdschan (persisch سیرجان, DMG Sīrğān) ist eine Großstadt in der iranischen Provinz Kerman im Süden des Landes.

## Geografische Lage

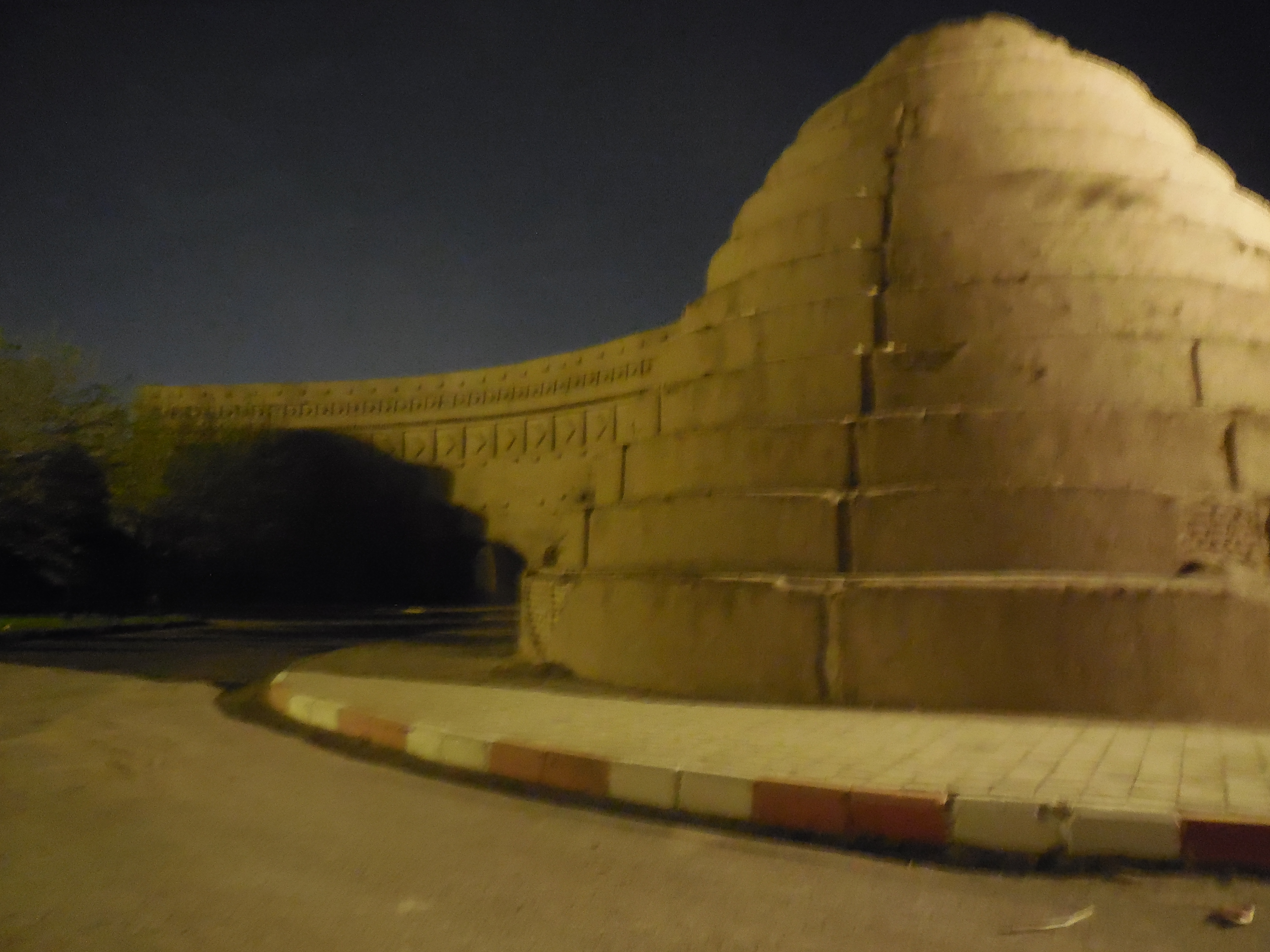
Historischer Eiskeller

Die Stadt liegt im Hochgebirge auf 1742 m und hat daher im Gegensatz zu vielen anderen iranischen Städten ein mildes Klima.

## Wirtschaft und Verkehr

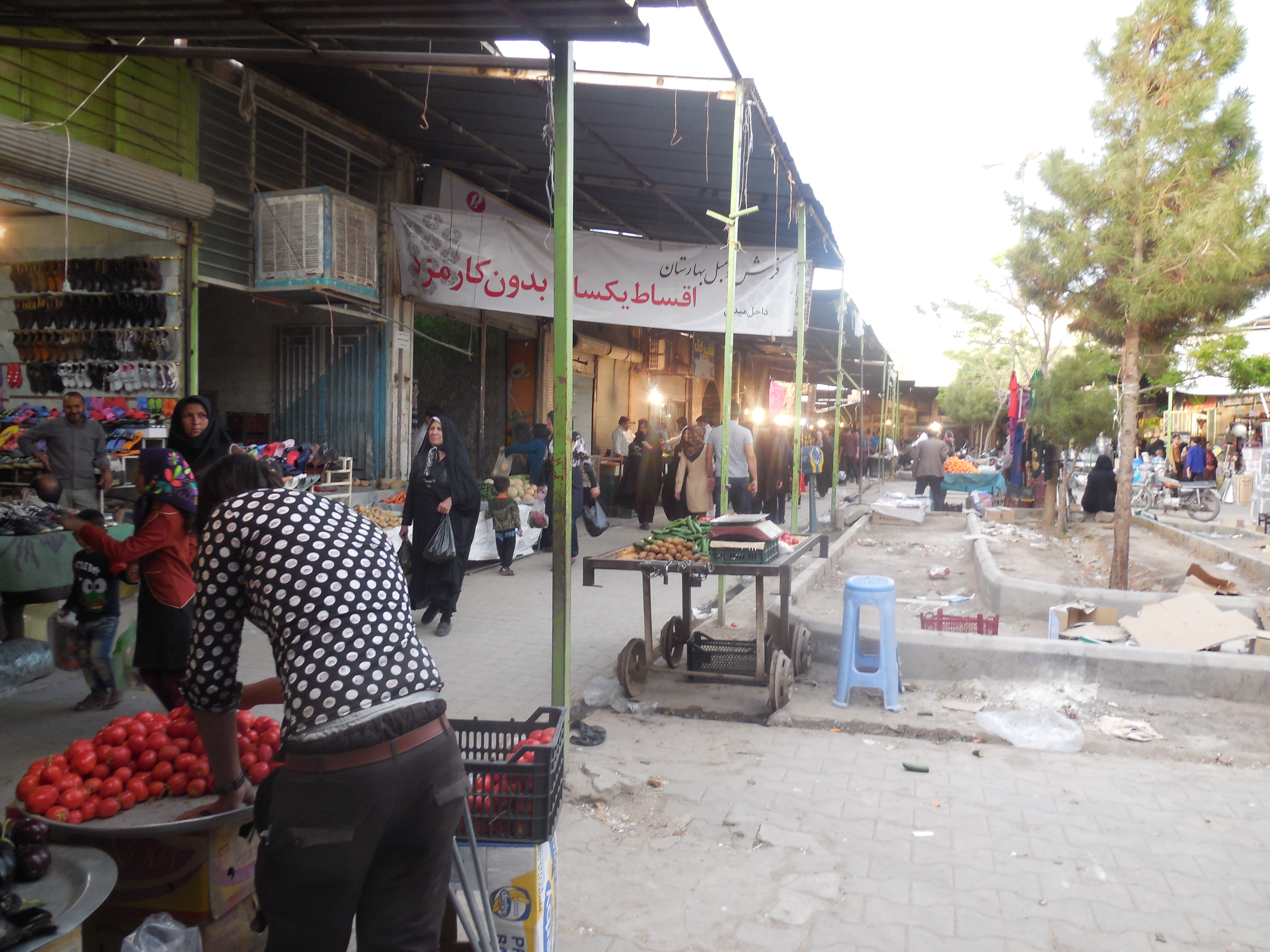
Vor dem Basar

Die Region von Sirdschan ist traditionell ein wichtiges Zentrum für den Anbau von Pistazien. Die Stadt ist aufgrund ihrer Lage ein logistischer Knotenpunkt für die Verteilung und Weiterverarbeitung von Gütern aus den Hafenstädten an der südlichen Küste Irans (v. a. Bandar Abbas). 
Die Golgohar Mining and Industrial Company wurde 1991 gegründet. Eine 1993 eingerichtete zollfreie Sonderwirtschaftszone soll die wirtschaftliche Entwicklung weiter begünstigen. Die Stadt liegt an der Nord-Süd-Eisenbahn Irans, der östlichen Nord-Süd-Eisenbahnverbindung des Landes, von Maschhad nach Bandar Abbas.